# Perrett Island
Perrett Island är en ö i Kanada.   Den ligger i territoriet Nunavut, i den östra delen av landet, 1 800 km nordost om huvudstaden Ottawa. Arean är 0,62 kvadratkilometer.
Terrängen på Perrett Island är platt. Öns högsta punkt är 61 meter över havet. Den sträcker sig 0,8 kilometer i nord-sydlig riktning, och 1,4 kilometer i öst-västlig riktning.
Trakten runt Perrett Island består i huvudsak av gräsmarker. Trakten runt Perrett Island är nära nog obefolkad, med mindre än två invånare per kvadratkilometer.